# Comuna Stavkove, Zinkiv
Stavkove (în ucraineană Ставкове) este o comună în raionul Zinkiv, regiunea Poltava, Ucraina, formată din satele Arsenivka, Damaska, Mîhailivka și Stavkove (reședința).

## Demografie
Componența lingvistică a comunei Stavkove
     Ucraineană (91,57%)
     Rusă (5,62%)
     Română (1,41%)
Conform recensământului din 2001, majoritatea populației comunei Stavkove era vorbitoare de ucraineană (91,57%), existând în minoritate și vorbitori de rusă (5,62%) și română (1,41%).